# Quintus Ninnius Hasta (consul en 114)
Quintus Ninnius Hasta est un sénateur romain du début du IIe siècle, consul éponyme en 114 sous Trajan.

## Biographie
Il est le fils de Quintus Ninnius Hasta, consul suffect en 88 sous Domitien.
En l’an 114, sous Trajan, il est consul éponyme aux côtés de Publius Manilius Vopiscus Vicinillianus.